# رودی وان گلدر
رودی وان گلدر (انگلیسی: Rudy Van Gelder؛ زادهٔ ۲ نوامبر ۱۹۲۴ مرگ ۲۵ اوت ۲۰۱۶) یک مهندس صدا اهل ایالات متحده آمریکا بود.